# Mark Renshaw
Mark Renshaw (Bathurst, Nova Gal·les del Sud, 22 d'octubre del 1982) és un ciclista professional australià. Actualment corre a les files del Dimension Data.
Va començar la seva carrera com a pistard. El 2002 va aconseguir una medalla d'or als Jocs de la Commonwealth en la modalitat de persecució per equips i una de plata a la cursa de punts. El 2004 va passar al ciclisme en ruta amb la Française des Jeux.
En el seu palmarès destaca la victòria al Tour de Qatar de 2011.

## Palmarès en ruta
- 2006
  - 1r a la Tro-Bro-Léon
  - Vencedor d'una etapa de la Geelong Bay Classic Series
- 2007
  - 1r a la Geelong Bay Classic Series i vencedor d'una etapa
  - 1r a la Down Under Classic
  - Vencedor d'una etapa del Tour de Picardia
- 2008
  - Vencedor d'una etapa del Tour Down Under
  - Vencedor d'una etapa de la Geelong Bay Classic Series
- 2010
  - Vencedor d'una etapa de la Volta a Dinamarca
- 2011
  - 1r al Tour de Qatar i vencedor d'una etapa
  - Vencedor d'una etapa a la Volta a la Gran Bretanya
- 2012
  - Vencedor d'una etapa a la Volta a Turquia
- 2013
  - 1r a la Clàssica d'Almeria
  - Vencedor d'una etapa a l'Eneco Tour
- 2014
  - Vencedor d'una etapa a la Volta a la Gran Bretanya

### Resultats al Tour de França
- 2008. Abandona (15a etapa)
- 2009. 149è de la classificació general
- 2010. Expulsat (11a etapa)
- 2011. 163è de la classificació general
- 2012. Abandona (11a etapa)
- 2014. 142è de la classificació general
- 2015. Abandona (18a etapa)
- 2016. Abandona (9a etapa)
- 2017. Fora de control (9a etapa)
- 2018. Fora de control (11a etapa)

### Resultats a la Volta a Espanya
- 2006. Abandona (16a etapa)
- 2007. 144è de la classificació general

### Resultats al Giro d'Itàlia
- 2005. 144è de la classificació general
- 2009. Abandona (14a etapa)
- 2011. Abandona (13a etapa)
- 2012. Abandona (14a etapa)
- 2019. Abandona (13a etapa)

## Palmarès en pista
- 1999
  -  Campió del món júnior en Velocitat per equips (amb Jobie Dajka i Ben Kersten)
- 2000
  -  Campió del món júnior en Quilòmetre Contrarellotge
  -  Campió del món júnior en Velocitat per equips (amb Ryan Bayley i Jason Niblett)
- 2001
  -  Campió d'Austràlia en puntuació
  -  Campió d'Austràlia en madison (amb Stephen Wooldridge)
  -  Campió d'Austràlia en quilòmetre
  -  Campió d'Austràlia en scratch
- 2002
  - Medalla d'or als Jocs de la Commonwealth en persecució per equips (amb Graeme Brown, Peter Dawson i Luke Roberts)
  -  Campió d'Austràlia en puntuació
  -  Campió d'Austràlia en scratch
  -  Campió d'Austràlia en persecució per equips
- 2003
  -  Campió d'Austràlia en madison (amb Graeme Brown)

### Resultats a laCopa del Món
- 2001
  - 1r a la Classificació general en Quilòmetre
- 2002
  - 1r a Sydney, en Puntuació
- 2003
  - 1r a Ciutat del Cap, en Puntuació
- 2004
  - 1r a Manchester, en Scratch